# Kitamura Ryuji
Ryuji Kitamura (sinh ngày 15 tháng 3 năm 1981) là một cầu thủ bóng đá người Nhật Bản.

## Sự nghiệp câu lạc bộ
Ryuji Kitamura đã từng chơi cho Nagoya Grampus Eight, FC Gifu và Matsumoto Yamaga FC.